# Рашкай, Слава
Слава Рашкай (хорв. Slava Raškaj; 1877—1906) — хорватская акварелистка, считающаяся первой из хорватских импрессионистов. Слава была глухой от рождения, однако получила образование в Вене и Загребе, будучи ученицей Белы Чикош-Сесии. В 1890-х годах её работы выставлялись в Европе, включая Всемирную выставку 1900 года. В 26 лет у Славы была диагностирована депрессия, её поместили в больницу, где она провела три последних года своей жизни. Умерла в 1906 году от туберкулёза. До 1990-х годов её работы оставались почти незамеченными, однако в последние годы интерес к ним возрастает.

## Биография

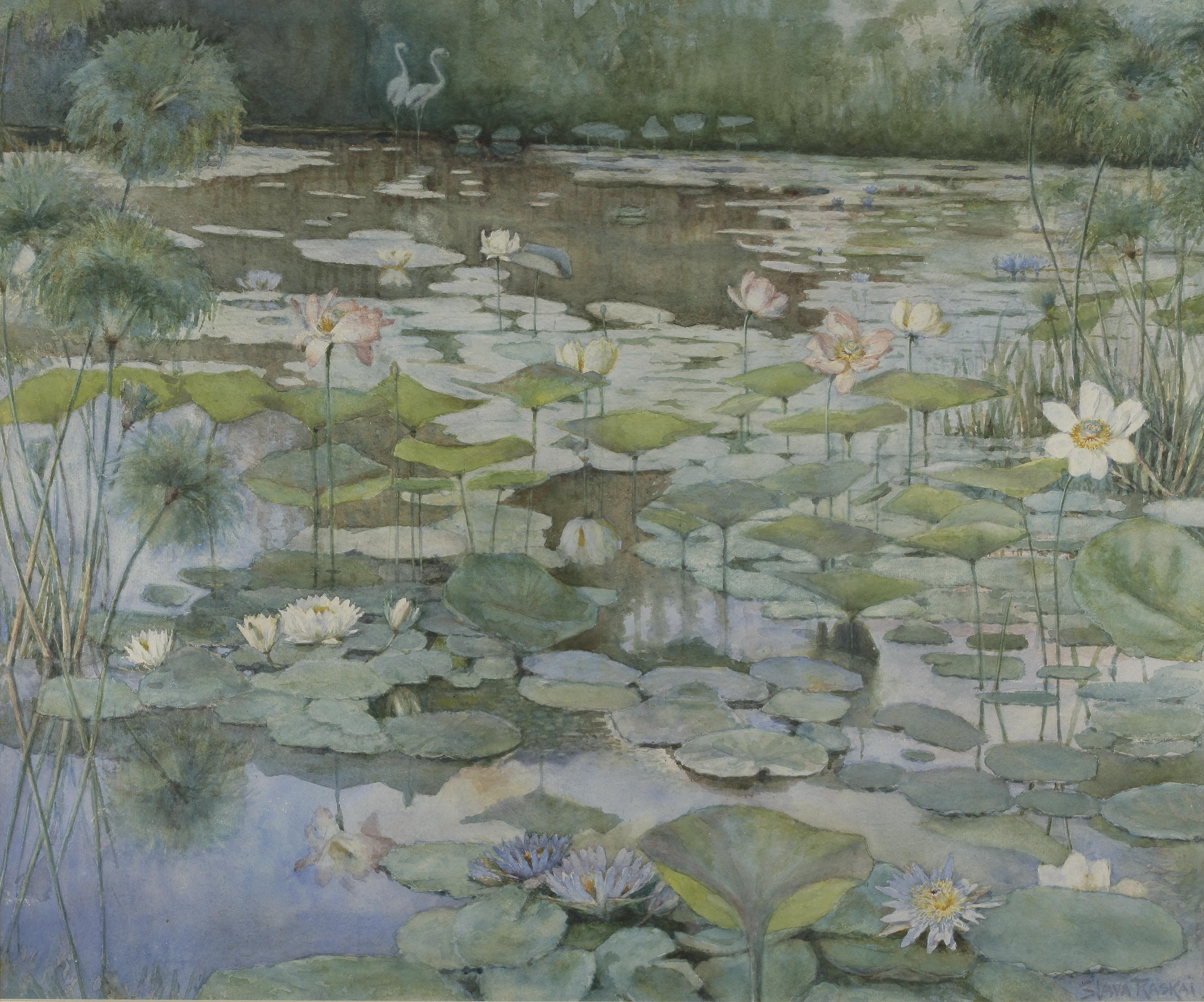
Кувшинки, ок. 1900

Слава родилась в хорватском городе Озале 2 января 1877 года в семье, принадлежавшей к среднему классу (её мать управляла местным отделением почты, в то время это была престижная профессия); её назвали Фридерика Славомира Олга Рашкай (хорв. Friderika Slavomira Olga Raškaj). Мать Славы, Олга, любила рисование и передала любовь к нему обеим своим дочерям — Славе и Пауле (Паула стала школьной учительницей в Ораховице и занималась рисованием в свободное время).
В восемь лет Рашкай отправили в Вену для обучения в школе для глухих детей. Её рисунки в то время изображают классические скульптуры, они выполнены карандашом или тушью. Две из её ранних работ уцелели и выставлены в хорватском Школьном музее на площади маршала Тито в Загребе. В это же время Слава изучает немецкий и французский языки, а спустя некоторое время в рисовании переходит на акварель и гуашь.
После возвращения Славы домой местный школьный учитель заметил её талант к искусству и попросил её родителей отправить дочь в Загреб в ателье к знаменитому художнику Влахо Буковацу. Однако тот отказался учить Славу, и она в 1896 году стала ученицей Белы Чикош-Сесии. Следующие несколько лет Слава работала с Белой, проживая в Государственном институте для глухонемых детей (хорв. Zemaljski zavod za odgoj gluhonijeme djece) на Илице, в котором её бывший учитель Иван Муха-Отоич получил должность директора. Вместо студии она рисовала в местном морге, где позже Отоич помог организовать собственное ателье. В этот период Слава изображала мрачные натюрморты с необычными предметами (морскими звёздами, серебряными шкатулками, розами и совами, омаром и веером).
В конце 1890-х Слава начала работать на пленэре, изображая Загребский ботанический сад и городские парки, включая Максимир. Цветовая гамма стала светлее и легче. В 1899 году она вернулась в Озаль и продолжила рисовать на природе. Лучшие её работы были созданы в 1890-х годах, включая «Автопортрет», «Весну в Озале», «Старую мельницу» и другие. Первая выставка шести работ Славы прошла в 1898 году в недавно открывшемся Павильоне искусств, где также выставили картины известных Влахо Буковаца и Менци Клемента Црнчича. Её работы выставлялись в Санкт-Петербурге и Москве

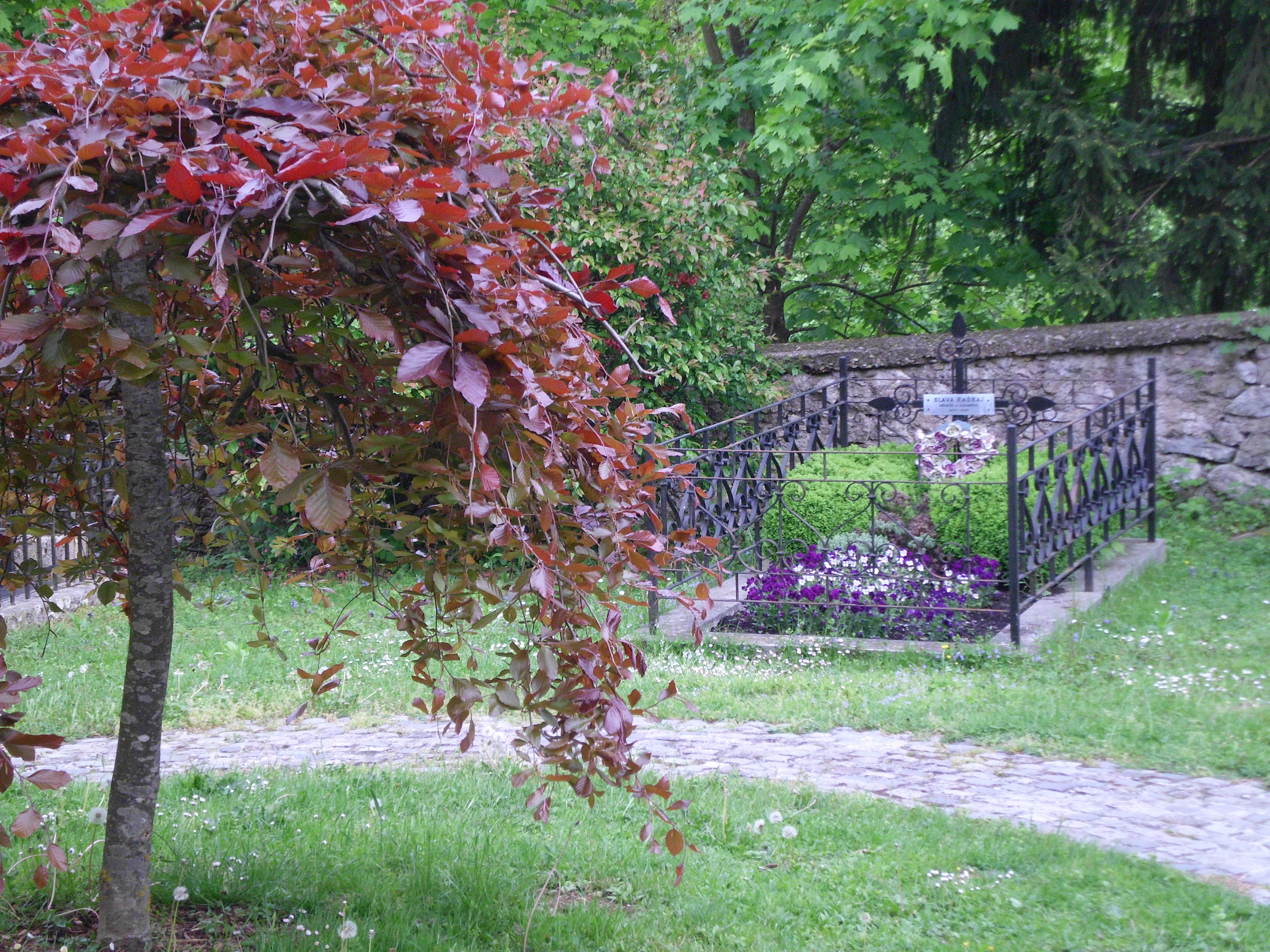
Могила Славы в Озале

В 1900 году у Славы начали проявляться симптомы депрессии, предметом изображения стали старые покинутые водяные мельницы, глубины каньона реки Купы, руины. Её госпитализировали, но вскоре отправили на домашнее лечение. Тем не менее её состояние ухудшалось, и в 1903 году Славу госпитализировали в Стеневецкую психиатрическую больницу. В последние годы она перестала рисовать и скончалась от туберкулёза 29 марта 1906 года.
Наиболее ценные работы:
- «Stablo u snijegu» (Дерево в снегу)
- «Rano proljeće» (Ранняя весна)
- «Proljeće u Ozlju» (Весна в Озале)
- «Zimski pejsaž» (Зимний пейзаж)
- «Lopoči» (Кувшинки)

## Наследие

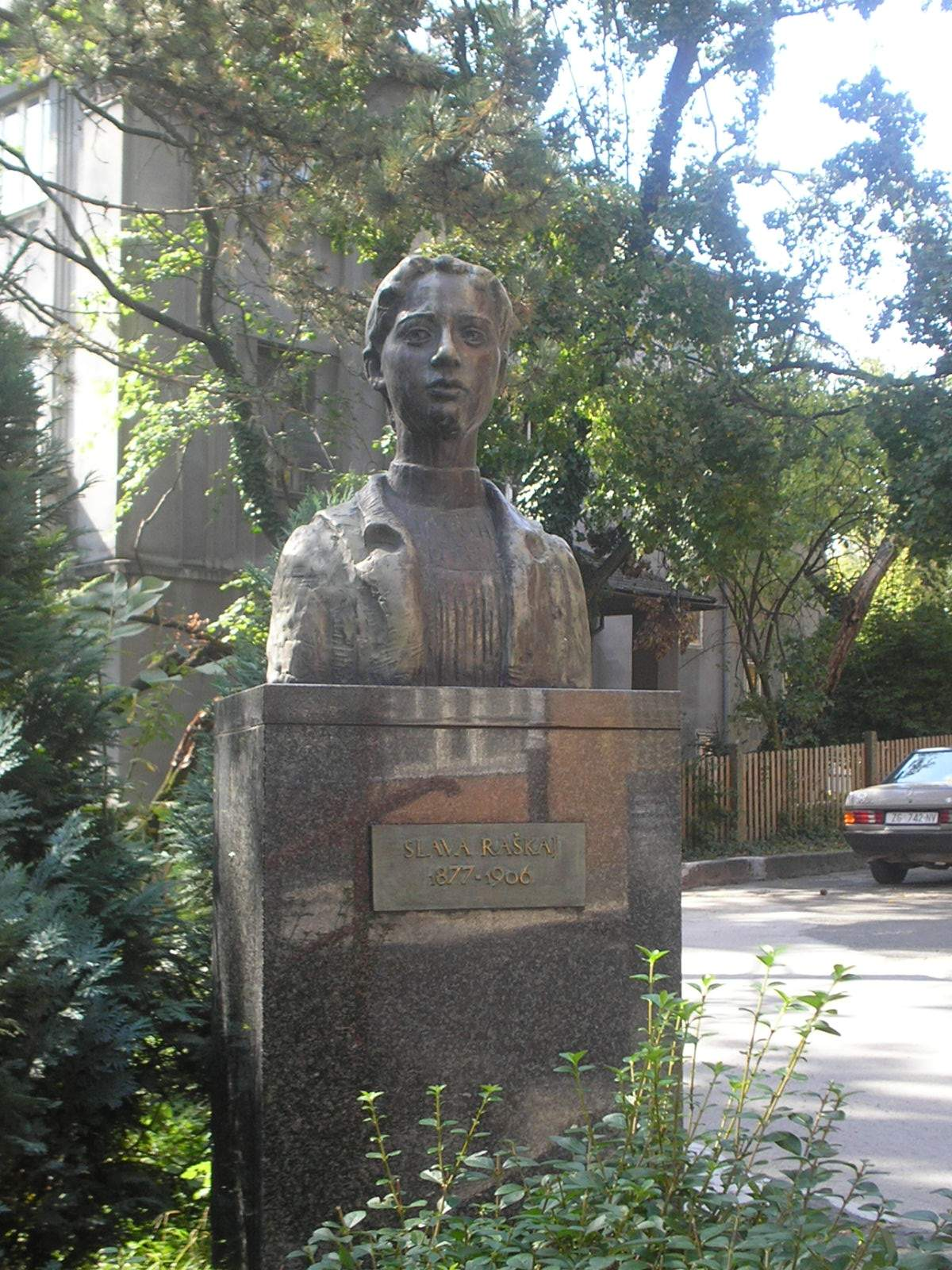

В 2004 году вышел фильм Далибора Матанича об отношениях Славы Рашкай с Белой Чикош-Сесией, названный «100 минут Славы».
В 2008 году в галерее Кловичевы дворы открылась большая выставка, где можно было увидеть 185 работы Славы. Выставка работала с мая по август.
В декабре 2000 года Хорватский народный банк выпустил серебряную памятную монету с изображением Славы в серии «Знаменитые хорватки».
В Загребе действует Образовательный центр для детей с нарушениями слуха имени Славы Рашкай (хорв. Centar za odgoj i obrazovanje «Slava Raškaj» Zagreb).

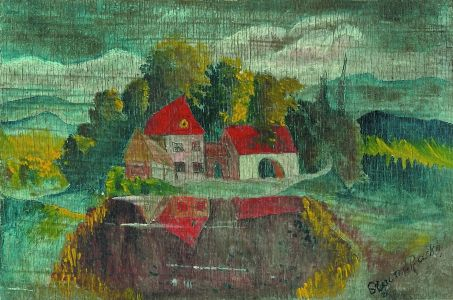
Март (1890)
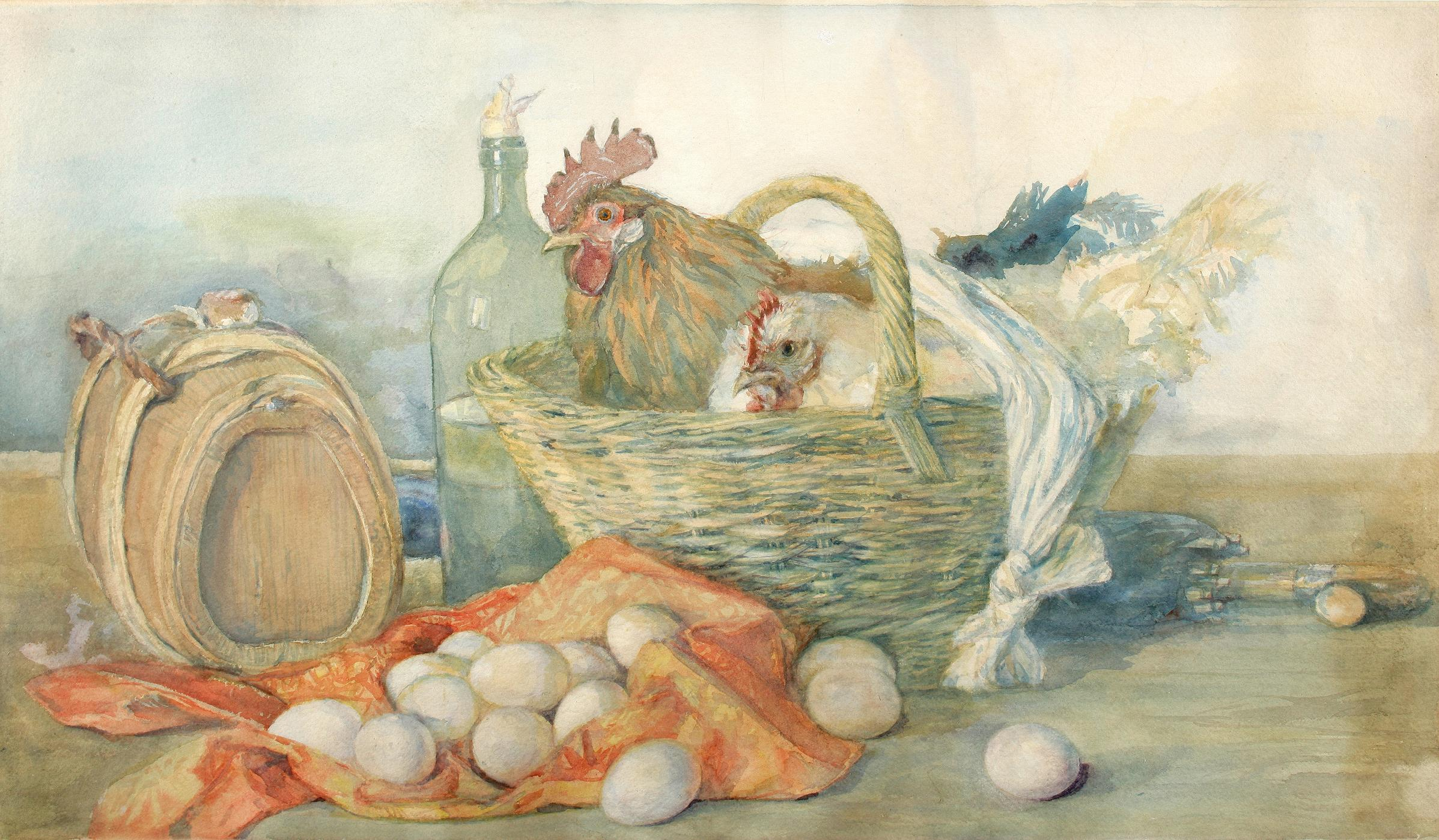
Желтый петух и белый цыпленок (1896)
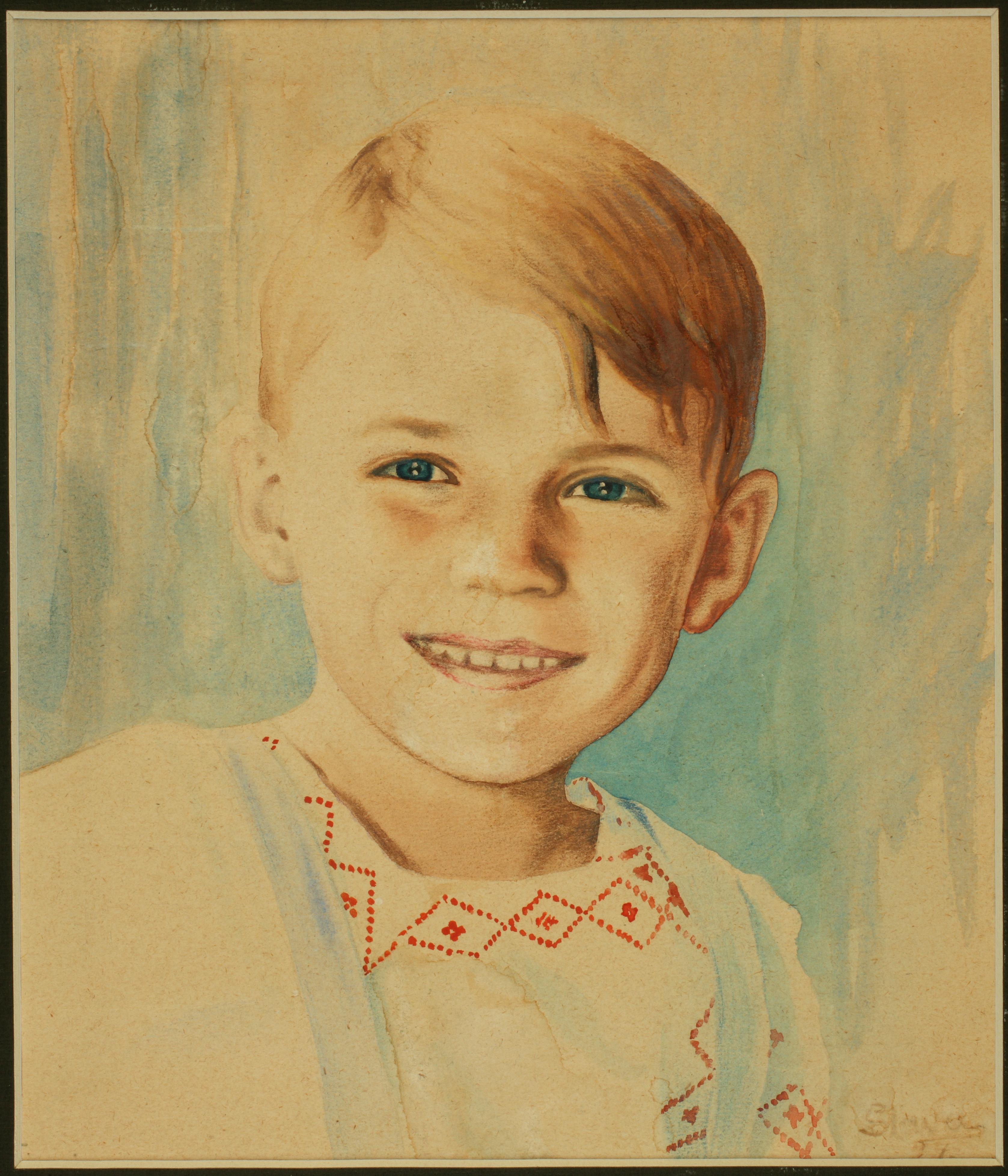
Маленькая глухонемая Вера Папич из деревни (1897)
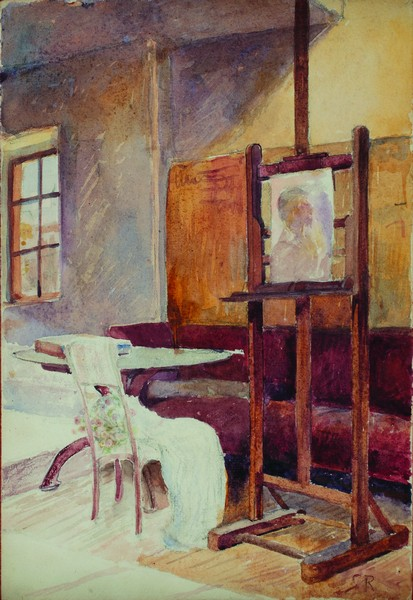
Сновидения в мастерской бывшего морга (1897)